# 包色諾包伊斯
包色諾包伊斯（Parthenopaeus），按羅氏希臘拉丁文譯音表应译为帕耳忒諾派俄斯。是希臘神話中進攻底比斯的七將之一，女獵人亞特蘭妲之子。

## 神話
進攻底比斯之時，根據艾斯奇勒斯，他帶著有斯芬克斯吞食底比斯人圖繪的盾牌，並以長槍發誓摧毀底比斯。但是，根據尤里比底斯，盾牌上的是亞特蘭妲獵野豬的圖繪。他在攻城之際，被守將殺死。